# الینتون آندراده
الینتون آندراده (به پرتغالی: Elinton Sanchotene Andrade) دروازه‌بان اهل برزیل است که در شهر سانتا ماریا (برزیل) و در تاریخ ۳۰ مارس ۱۹۷۹ به دنیا آمده‌است.
الینتون آندراده در تیم‌های فوتبال CFZ سابقهٔ حضور دارد.